# 헤르만 프라이
본 문서의 이해를 돕기 위한 비자유 그림이 있습니다. 
링크의 파일을 직접 올려 주세요
헤르만 프라이(Hermann Prey, 1929년 7월 11일 ~ 1998년 7월 23일)는 독일의 바리톤이다.
베를린에서 태어나 어릴 때 모차르트 소년합창단에서 노래를 불렀으며 베를린 고등음악학교를 졸업한 후로는 바리톤 가수로 활약하였다. 1950년에 베를린에서 리트 리사이틀을 가져 데뷔하였다. 1951년에 비스바덴 가극장과 계약, 1955년부터는 빈 국립가극장으로 옮겨 《세비야의 이발사》의 피가로 역으로 호평을 받았다. 1956년에는 뉴욕의 카네기 홀독창회를 열었으며 1960년에는 메트로폴리탄 오페라에서 《탄호이저》의 보르프람을 불러 크게 성공하였다. 그의 활약은 오페라와 리트의 두 분야에 걸쳐 있으나 피셔디스카우보다 더욱 젊음에 넘쳐 있다.